# TK80
O TK80 foi um computador doméstico, cópia do ZX80, produzido pela empresa brasileira Microdigital Eletrônica. Foi lançado simultaneamente com o TK82C  durante a I Feira Internacional de Informática em outubro de 1981 ao preço de Cr$ 59.850,00 (R$ 6.249,48) com 1 KiB de memória; a expansão de mais 1 Kib custava Cr$ 4.800,00 (R$ 501,21), valor na época comparável ao de um televisor colorido.
Numa reportagem publicada em janeiro de 1982 na revista Micro Sistemas, Tomas Roberto Kovari ("TK"), engenheiro eletrônico e projetista da Microdigital, revelou que os micros estavam sendo vendidos com um manual em fotocópia, pois ainda trabalhavam numa versão definitiva do manual impresso.

## Comercialização
Na época do lançamento, Kovari estimou haver um mercado no Brasil para 10.000 máquinas. Segundo ele, os consumidores potenciais poderiam ser divididos em dois grupos: uma grande massa eclética de compradores de "novidades" e o público que Kovari esperava ser o "padrão", composto por estudantes e profissionais liberais.
Todavia, segundo algumas fontes, o TK80 não chegou sequer a entrar em produção comercial.

## Características
- Memória:
  - ROM: 4 KiB
  - RAM: 1/2/16 KiB
- Teclado: teclado de membrana, 40 teclas
- Display:
  - 22 X 32 texto
  - 64 x 44 ("semi-gráfico")
- Expansão:
  - 1 slot (na traseira)
- Portas:
  - 1 saída para TV (modulador RF, canal 3)
  - Interface de cassete
- Armazenamento:
  - Gravador de cassete (300 bauds)

## Leituras complementares
- BAKER, Toni. Mastering machine code on your ZX81 or ZX80. Interface, 1982.
- CHARLTON, Mark. The gateway guide to the ZX81 and ZX80. Interface, 1982.
- HARNELL, Tim e SHARPLES, Trevor. Stretching your ZX81 or ZX80 to its limits. Computer Publications, 1982.
- HURLEY, Linda. Programas para jovens programadores :  TK82-83-85 CP200. São Paulo: McGraw-Hill, 1984.
- LIMA, Délio Santos. Aplicações Sérias para TK85 e CP200. São José dos Campos, SP: J.A.C., 1983?
- PIAZZI, Pierluigi e ROSSINI, Flávio. Basic TK. São Paulo: Moderna/Micromega, 1983.
- NORMAN, Robin. Learning BASIC with your Sinclair ZX80. Newnes, s/d.
- ROSSINI, Flávio. Linguagem de Máquina para o TK. São Paulo: Moderna/Micromega, 1983.